# Ivana
Ivana este o arie protejată (arie specială de conservare — SAC, sit de importanță comunitară — SCI, arie de protecție specială avifaunistică — SPA) din Suedia întinsă pe o suprafață de 76,9 ha, integral pe uscat.

## Localizare
Centrul sitului Ivana este situat la coordonatele 60°36′52″N 12°40′45″E / 60.6144°N 12.6792°E.

## Înființare
Situl Ivana a fost declarat sit de importanță comunitară în decembrie 1995 pentru a proteja 1 specie de plante și 4 specii de animale. Alte tipuri de protecție:
- arie de protecție specială avifaunistică (în decembrie 1996)[2]
- arie specială de conservare (în martie 2011)[1][3][4]

## Biodiversitate
Situată în ecoregiunea boreală, aria protejată conține 2 habitate naturale: Taiga vestică, Mlaștini turboase de tranziție și turbării mișcătoare.
La baza desemnării sitului se află mai multe specii protejate:
- plante (1): Cynodontium suecicum
- păsări (4): cocoșul de mesteacăn (Bonasa bonasia), ciocănitoare de munte (Picoides tridactylus), cocoșul de mesteacăn (Tetrao tetrix tetrix),  cocoș de munte (Tetrao urogallus)